# Temnoplectron finnigani
Temnoplectron finnigani är en skalbaggsart som beskrevs av Reid och Ross Storey 2000. Temnoplectron finnigani ingår i släktet Temnoplectron och familjen bladhorningar. Inga underarter finns listade i Catalogue of Life.